# Adamawa-Sprachen
Die Adamaua-Sprachen sind eine Sprachgruppe von 80 bis 90 Sprachen, die entlang des Adamaua-Plateaus in Zentralafrika, in Ostnigeria, im nördlichen Kamerun, im Nordwesten der Zentralafrikanischen Republik und im Süd-Tschad von insgesamt zwei Millionen Menschen gesprochen werden.
Die Sprachen wurden gemeinsam mit den ubangischen Sprachen von Joseph Greenberg als ein Zweig der Adamaua-Ubangi-Sprachgruppe der Niger-Kongo-Sprachenfamilie klassifiziert. Viele der Adamaua-Sprachen sind stark vom Aussterben bedroht, da die Regierungen der einzelnen Staaten weiterhin die Sprachen der ehemaligen Kolonialmächte als Amts- und Unterrichtssprache beibehalten haben; die mit Abstand größte der annähernd hundert kleinen Adamaua-Sprachen ist Mumuye mit 400.000 Sprechern. Eine Gruppe von isolierten Sprachen, darunter Laal und Jalaa, sind entlang der Grenzen des Adamaua-Gebiets anzutreffen.

## Klassifikation
Greenberg postulierte die Gruppe als Teil der Adamaua-Ubangischen Sprachen (damals Adamaua-Ost genannt) und unterteilte sie in 14 nummerierte Gruppen. Die Gruppe G3, Daka oder Dakoide, sind nun als Zweig der Benue-Kongo-Sprachen bekannt. Die Beziehungen zu den anderen Sprachen unterlief eine beträchtliche Revision. Boyd (1989) fügte die Sprache Day hinzu und klassifizierte sie wie folgt:
- Leko–Nimbari (oder Chamba–Mumuye)
  - Duru: G4
  - Leko: G2
  - Mumuye–Yendang: G5
  - Nimbari: G12
- Mbum–Day
  - Bua: G13
  - Kim: G14
  - Mbum: G6
  - Day
- Waja–Jen
  - Bikwin–Jen (oder Jen): G9
  - Tula–Wiyaa (oder Waja): G1
  - Bəna–Mboi (oder Yungur): G7
  - Baa (aka Kwa)
  - Longuda: G10
- Nyimwom (oder Kam: G8)

Die Fali-Sprachen (G11) wurden ausgeschlossen. Kleinewillinghöfer (1996) modifizierte Waja-Jen, indem er Bikwin-Jen in zwei Zweige spaltete und Baa als Primärzweig des Adamaua klassifizierte. Er hat die Einbeschließung des Fali nicht wahrgenommen.

## Sprachen
Die aktuelle Unterteilung der Sprachen sieht wie folgt aus:
Leko-Nimbari
- Leko: Samba Leko (50 Tsd.), Mumbake (20 Tsd.), Wom (5 Tsd.), Kolbila (2,5 Tsd.), Nyong (30 Tsd.)
- Duru
  - Dii: Duru (Dii) (50 Tsd.), Duupa (5 Tsd.), Pape (7 Tsd.), Saa (4 Tsd.)
  - Duli †
  - Voko-Doyayo: Kutin (20 Tsd.), Doyayo (20 Tsd.), Gimme (3 Tsd.), Gimnime (3 Tsd.); Vere (Mom Jango) (90 Tsd.), Koma (25 Tsd.); Voko (2.5 Tsd.)
  - Mumuye-Yandang
    - Mumuye: Mumuye (400 Tsd.), Teme (4 Tsd.), Waka (5 Tsd.)
    - Yandang: Yandang (65 Tsd.), Kpasam (15 Tsd.), Kugama (5 Tsd.), Bali (2 Tsd.)

  - Nimbari

Mbum-Day
- Mbum
  - Zentral: Kare (100 Tsd.), Pana (80 Tsd.), Karang (20 Tsd.), Nzambay (30 Tsd.); Kuo (15 Tsd.)
  - Nord: Tupuri (220 Tsd.), Mundang (200 Tsd.), Mambai (2,5 Tsd.); Mono (1 Tsd.), Dama, Ndai (fast †)
  - Süd: Mbum (50 Tsd.)
  - Sonst: Laka (Godogodo) (5 Tsd.), Dek, Pam; To (Ritualsprache)
- Bua: Bua (8 Tsd.), Fania (Mana), Gula Iro (4 Tsd.), Bon Gula (1 Tsd.), Zan Gula (4 Tsd.), Bolgo (2 Tsd.), Koke (600), Noy (fast †),
Niellim (5 Tsd.), Tunia (2 Tsd.)
- Kim: Kim ('Masa') (15 Tsd.), Besme (1 Tsd.), Goundo (fast †)
- Day: Day (50 Tsd.)

Waja-Jen
- Waja-Cham
  - Awak: Awak (6 Tsd.), Kamo (20 Tsd.)
  - Waja-Tula: Waja (60 Tsd.), Tula (30 Tsd.), Bangwinji (6 Tsd.)
  - Cham-Mona: Dijim-Bwilim (Cham-Mwana) (25 Tsd.), Lotsu-Piri (15 Tsd.)
  - Dadija: Dadija (30 Tsd.)
- Longuda (30 Tsd.)
- Yungur-Mboi: Yungur (Bena) (100 Tsd.), Lala-Roba (50 Tsd.), Voro; Mboi (20 Tsd.), Libo (Kaan) (10 Tsd.)
- Jen-Munga: Bambuka (5 Tsd.), Loo (8 Tsd.), Burak (4 Tsd.), Jen (Dza) (6 Tsd.), Leelau (Munga) (5 Tsd.), Gwomo (5 Tsd.), Panyam (Mak), Maghdi (2 Tsd.), Mingang Doso (3 Tsd.), Kapawa (Tha) (1 Tsd.)

Kam (Yimwom) (5 Tsd.)
Fali (40 Tsd.)
Kwa (Baa) (7 Tsd.)
Gueve †
La'bi (Ritualsprache)
Oblo (5 Tsd.)

## Validität
Rezenterweise hat Roger Blench (2008) postuliert, dass die Adamaua-Sprachen eine geografische Gruppierung sind und keine Sprachfamilie, und hat deren verschiedenen Zweige in seinen Vorschlag der Savannensprachenfamilie eingegliedert. Er behielt die Sprachgruppen Leko-Nimbari und Mbum-Day von Boyd und Kleinewillinghöfer, aber gab ihnen keine spezielle Beziehungen zueinander. Der Waja-Jen-Zweig wurde auf G7, G9 und G10 reduziert; die Waja-Sprachen wurden zusammen mit dem Kam als isoliert bezeichnet. Fali wurde von den Savannensprachen ganz ausgeschlossen. Die Platzierung des Baa ist nicht klar.

## Isolierte Adamaua-Sprachen
Die Sprache Oblo von Kamerun wird einvernehmlich als Mitglied der Adamaua-Gruppe bezeichnet, aber seine Position innerhalb des Adamaua ist weiterhin unklar. Es wurde spekuliert, dass die unklassifizierte Sprache Laal des Tschad eine Adamaua-Sprache sein könnte; die Jalaa-Sprache von Nigeria ist wahrscheinlich nicht Adamaua, aber weist starke Adamaua-Einflüsse auf.